# Giuditta di Babenberg
Giuditta di Babenberg, citata a volte come Jutta o Giulitta o, nelle fonti latine, Ita (1115 – 1169), fu una nobile austro-tedesca che fu marchesa del Monferrato.

## Biografia
Giuditta, nata tra 1110 ed il 1120, era figlia di Agnese di Waiblingen e del di lei secondo marito Leopoldo III di Babenberg. Il cronista Ottone di Frisinga fu uno dei suoi fratelli; l'imperatore Corrado III uno dei suoi fratellastri e quindi Federico Barbarossa era un suo nipote in linea collaterale.
Verso il 1133 Giuditta sposò il marchese del Monferrato Guglielmo V, dal quale ebbe otto figli, quattro dei quali ebbero un ruolo importante nelle vicende dell'impero bizantino e nel regno di Gerusalemme:
- Guglielmo Spadalunga (1140 circa – 1177), conte di Jaffa e di Ascalona, padre di Baldovino V di Gerusalemme;
- Corrado (1140 – 1192), successore di Guglielmo V nella titolarità del marchesato;
- Bonifacio (1150 – 1207), fondatore del regno di Tessalonica e successore del fratello Corrado, dopo la di lui morte, nella titolarità del marchesato;
- Beatrice (1155 c.) che sposò il cugino Enrico del Vasto dando origine alla stirpe dei Del Carretto; amata e cantata dal trovatore Raimbaut de Vaqueiras;
- Federico (†1180), che divenne vescovo di Alba;
- Ranieri (1162 – 1183), che sposò Maria Comnena (1152 – 1182), figlia dell'imperatore di Bisanzio Manuele I;
- Agnese, andata sposa a Guido Guerra III Guidi, conte di Modigliana[1] e Porciano (ed il cui matrimonio venne successivamente annullato);
- Alasia (†1232), che sposò Manfredo II di Saluzzo (1140 – 1215) e che alla morte del marito assunse la reggenza del marchesato di Saluzzo in nome del figlio Manfredo per otto anni;
- una figlia non identificata, che sposò il marchese Alberto Malaspina.

Giuditta morì dopo il 1168.

## Ascendenza
|                            |                    |                       | Genitori                 |  |  | Nonni |  |  | Bisnonni             |  |  | Trisnonni              |  |
|                            |                    |                       |                          |  |  |       |  |  | Ernesto di Babenberg |  |  | Adalberto di Babenberg |  |
|                            |                    |                       |                          |  |  |       |  |  | Ernesto di Babenberg |  |  | Adalberto di Babenberg |  |
|                            |                    | Frozza Orseolo        |                          |  |  |       |  |  | Ernesto di Babenberg |  |  |                        |  |
| Leopoldo II di Babenberg   |                    |                       |                          |  |  |       |  |  | Ernesto di Babenberg |  |  |                        |  |
|                            |                    | Adelaide di Eilenburg | Dedi I di Lusazia        |  |  |       |  |  |                      |  |  |                        |  |
|                            |                    | Adelaide di Eilenburg | Dedi I di Lusazia        |  |  |       |  |  |                      |  |  |                        |  |
|                            |                    | Adelaide di Eilenburg | Oda di Lusazia           |  |  |       |  |  |                      |  |  |                        |  |
| Leopoldo III di Babenberg  |                    | Adelaide di Eilenburg |                          |  |  |       |  |  |                      |  |  |                        |  |
|                            |                    | Rapoto IV di Cham     | …                        |  |  |       |  |  |                      |  |  |                        |  |
|                            |                    | Rapoto IV di Cham     | …                        |  |  |       |  |  |                      |  |  |                        |  |
|                            |                    | Rapoto IV di Cham     | …                        |  |  |       |  |  |                      |  |  |                        |  |
| Ida di Formbach-Ratelnberg |                    | Rapoto IV di Cham     |                          |  |  |       |  |  |                      |  |  |                        |  |
|                            |                    | Mathilde              | …                        |  |  |       |  |  |                      |  |  |                        |  |
|                            |                    | Mathilde              | …                        |  |  |       |  |  |                      |  |  |                        |  |
|                            |                    | Mathilde              | …                        |  |  |       |  |  |                      |  |  |                        |  |
| Giuditta di Babenberg      |                    | Mathilde              |                          |  |  |       |  |  |                      |  |  |                        |  |
|                            | Enrico III il Nero | Corrado II il Salico  |                          |  |  |       |  |  |                      |  |  |                        |  |
|                            | Enrico III il Nero | Corrado II il Salico  |                          |  |  |       |  |  |                      |  |  |                        |  |
|                            | Enrico III il Nero | Gisella di Svevia     |                          |  |  |       |  |  |                      |  |  |                        |  |
| Enrico IV di Franconia     | Enrico III il Nero |                       |                          |  |  |       |  |  |                      |  |  |                        |  |
|                            |                    | Agnese di Poitou      | Guglielmo V di Aquitania |  |  |       |  |  |                      |  |  |                        |  |
|                            |                    | Agnese di Poitou      | Guglielmo V di Aquitania |  |  |       |  |  |                      |  |  |                        |  |
|                            |                    | Agnese di Poitou      | Agnese di Borgogna       |  |  |       |  |  |                      |  |  |                        |  |
| Agnese di Waiblingen       |                    | Agnese di Poitou      |                          |  |  |       |  |  |                      |  |  |                        |  |
|                            |                    | Oddone di Savoia      | Umberto I Biancamano     |  |  |       |  |  |                      |  |  |                        |  |
|                            |                    | Oddone di Savoia      | Umberto I Biancamano     |  |  |       |  |  |                      |  |  |                        |  |
|                            |                    | Oddone di Savoia      | Ancilla d'Aosta          |  |  |       |  |  |                      |  |  |                        |  |
| Berta di Savoia            |                    | Oddone di Savoia      |                          |  |  |       |  |  |                      |  |  |                        |  |
|                            |                    | Adelaide di Susa      | Olderico Manfredi II     |  |  |       |  |  |                      |  |  |                        |  |
|                            |                    | Adelaide di Susa      | Olderico Manfredi II     |  |  |       |  |  |                      |  |  |                        |  |
|                            |                    | Adelaide di Susa      | Berta di Milano          |  |  |       |  |  |                      |  |  |                        |  |
|                            |                    | Adelaide di Susa      |                          |  |  |       |  |  |                      |  |  |                        |  |